# Blue Springs (Mississippi)
Blue Springs è un comune (village) degli Stati Uniti d'America, situato nella contea di Union, nello Stato del Mississippi.